# Chapa de identificación

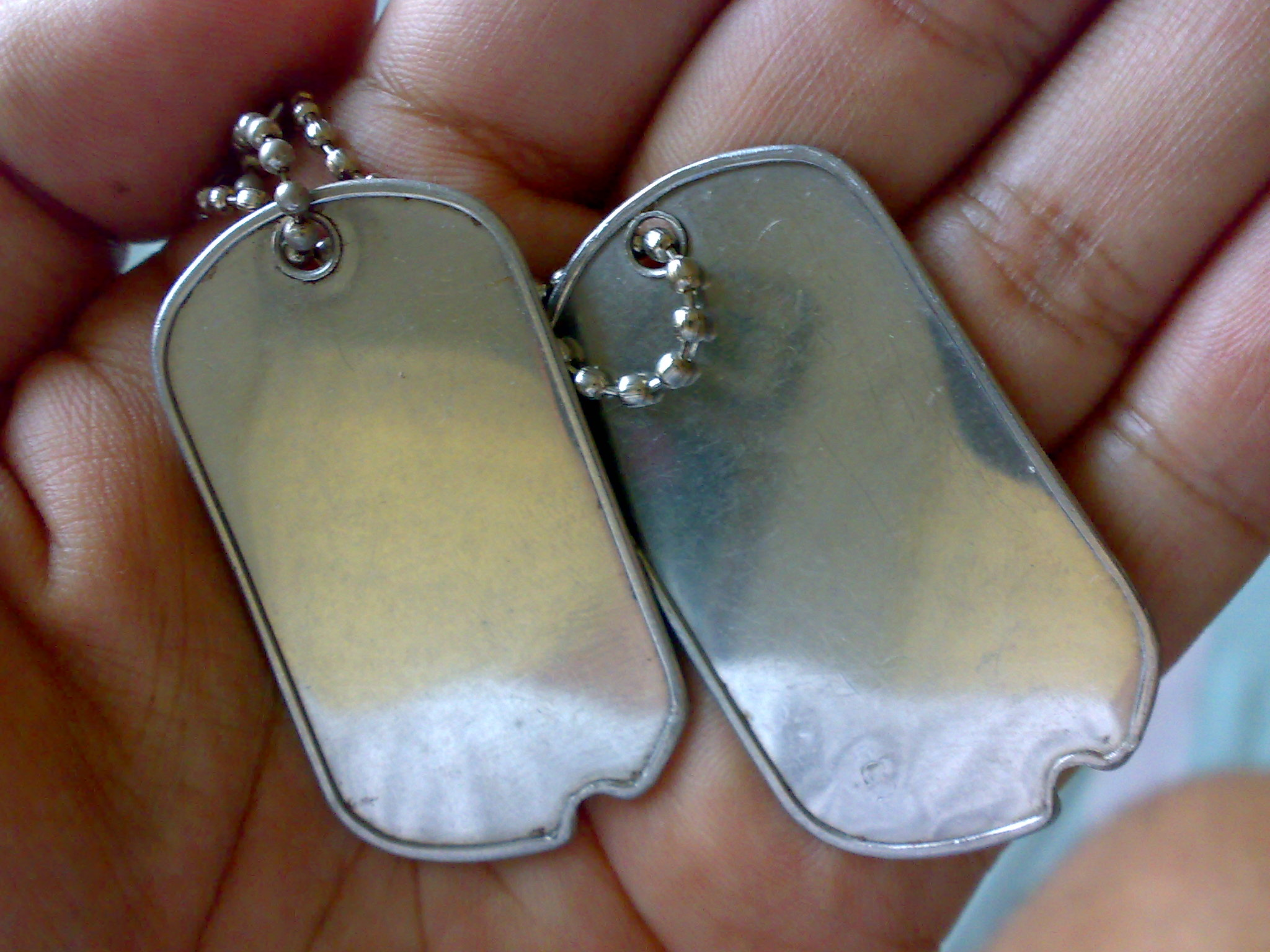
Chapas de identificación en blanco

La chapa de identificación, en el contexto militar, es una pequeña pieza de chapa metálica que cada soldado utiliza como cadena o collar, por lo que también es conocida informalmente como “chapa de perro” (en inglés, dog tag), en referencia a las chapas de los collares para mascotas. Sus usos principales son la identificación del soldado en caso de muerte o herida grave, así como el registro de los datos médicos genéricos más relevantes para facilitar su tratamiento.
Su uso es reglamentario en la gran mayoría de fuerzas armadas del mundo y los datos grabados en la chapa varían de país a país. Pueden llevar el nombre del militar, un número identificativo único, el grupo sanguíneo, el historial de vacunación u otros datos. Las chapas suelen fabricarse con metales resistentes a la corrosión, como el monel, el aluminio o el acero inoxidable, aunque en algunos combates armados se ha llegado a emplear cualquier metal disponible.
La cantidad de chapas portadas por el soldado (una o dos) también depende del reglamento de cada país. Por norma general, cuando se emplea una sola chapa, esta podrá romperse fácilmente en dos partes, quedando la inscripción de los datos repetida en ambas. Cuando, en cambio, se utilizan dos chapas, estas llevarán inscrita idéntica información. De este modo, si el soldado muere en el campo de batalla y su cuerpo no puede ser recuperado de inmediato, un compañero partirá la chapa o recogerá una de las dos chapas a fin de facilitar la confirmación de la baja. En algunos países, además, la chapa es entregada a la familia del soldado fallecido, junto con la bandera nacional.

## Historia de las chapas de identificación
Durante la guerra civil estadounidense, algunos soldados depositaron notas de papel con su nombre y la dirección de su casa a las espaldas de sus abrigos. Otros soldados identificaban sus mochilas rayando plantillas con el plomo del respaldo de la hebilla del cinturón.
Los fabricantes de tarjetas de identificación reconocieron un mercado y comenzó la publicidad en periódicos. Sus plantillas generalmente sugerían una rama de servicio grabada con el nombre del soldado y la unidad. Las máquinas de sello de chapa de identificación se hicieron de bronce o de plomo con un agujero, y por lo general había (en un lado), un águila o escudo y frases tales como "La guerra por la Unión" o "Libertad, Unión e Igualdad". La otra cara tenía el nombre y la unidad del soldado y, a veces, una lista de batallas en las que había participado.
Un neoyorquino llamado John Kennedy escribió al Ejército de los Estados Unidos en 1862, ofreciendo suministrar las chapas de todos los funcionarios y hombres en el Ejército Federal, adjuntando un diseño para la chapa. El Archivo Nacional tiene la carta con la respuesta: un rechazo sin explicación.
En la guerra hispano-estadounidense, los soldados compraron primitivos sellos de identificación, a veces con información engañosa.

### La guerra franco-prusiana
El Ejército Prusiano utilizaba chapas de identificación para sus tropas al comienzo de la guerra franco-prusiana en 1870. Eran apodados Hundemarken ("etiquetas de perro") en comparación con el mismo sistema de identificación para perros establecido por el Káiser en Berlín, casi al mismo tiempo.

### Primera Guerra Mundial
El ejército británico y sus fuerzas imperiales en Canadá, Australia y Nueva Zelanda expidió etiquetas de identificación por el comienzo de la Primera Guerra Mundial. Las etiquetas eran hechas de fibras, una en rojo y otra en verde en una cadena alrededor del cuello. El mismo patrón se llevaba en la Segunda Guerra Mundial y la guerra de Corea por las fuerzas de la Commonwealth.
El Ejército de los EE. UU. autorizó por primera vez placas de identificación en el Departamento de Guerra por medio de la Orden General n.º 204, de fecha 20 de diciembre de 1906, con lo mismo que había ofrecido Kennedy:

Una placa de identificación de aluminio, con el tamaño de medio dólar de plata y de espesor adecuado, sellada con el nombre, rango, compañía, regimiento o cuerpo del usuario, que será utilizado por cada funcionario y hombre alistado en el Ejército. La etiqueta debe ser suspendida del cuello, debajo de la ropa, por un cordón o correa que pase a través de un pequeño agujero en la ficha. Es prescrito como parte del uniforme y cuando no se lleve como se indica en este documento deberá mantenerse en la posesión del propietario. La etiqueta será publicada por el Departamento de Suministros gratuitamente a soldados y a precio de costo a los oficiales...

El Ejército cambió los reglamentos el 6 de julio de 1916 a fin de que cada soldado llevara dos chapas: una para permanecer con el cuerpo y la otra para ir a la persona a cargo de la inhumación para fines de mantenimiento de registros. En 1918, el Ejército aprobó que el nombre y los números de serie fueran estampados en la identificación de todos los soldados alistados. (El primer número de serie fue asignado a Arthur B. Crean de Chicago). En 1969 el Ejército aprueba que el número de Seguridad Social sea estampado para la identificación personal. Algunas naciones, (por ejemplo, Alemania) en lugar de dos, había una sola placa con información idéntica a ambos lados de la misma, que podía ser fácilmente rota con el propósito de mantenimiento de registros.

### Segunda Guerra Mundial

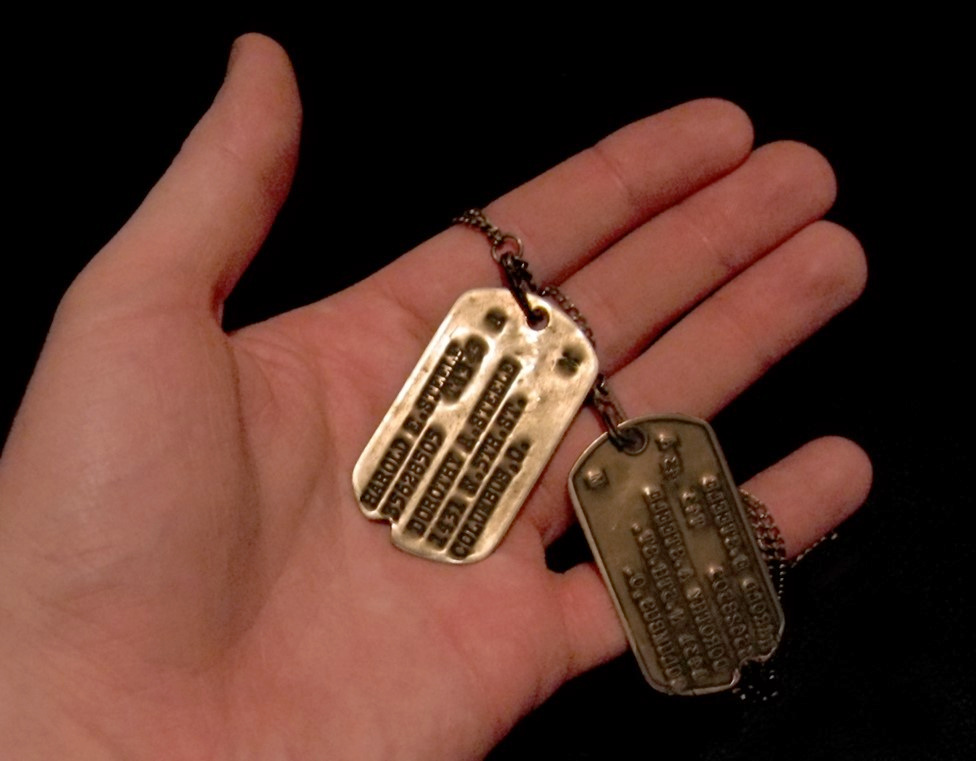
Chapas de un soldado estadounidense en la Segunda Guerra Mundial

Chapas de oficiales del ejército polaco asesinados por la Unión Soviética en la Masacre de Katin excavadas en fosas comunes en Járkov

Hay un mito recurrente sobre el hueco situado en un extremo de las etiquetas expedidas para el personal del Ejército de los Estados Unidos durante la Segunda Guerra Mundial. Se rumorea que la finalidad del hueco era que si un soldado encontraba uno de sus camaradas muerto en el campo de batalla, podría darle una etiqueta al comandante en jefe y poner la otra entre los dientes de los soldados para asegurarse de que la etiqueta se mantendrá con el cuerpo para su identificación. La realidad es que aunque se usara con ese fin, no se diseñó así con ese propósito, pues la muesca está allí simplemente para mantener la placa en su lugar en la máquina de estampado de documentos médicos Addressograph modelo 70.

Tras la Segunda Guerra Mundial, el Departamento de la Armada aprobó el uso de chapas de identificación utilizadas por el Ejército y la Fuerza Aérea, por lo que una sola forma y tamaño de placa se convirtió en el estándar estadounidense.

### Guerra de Vietnam
En la guerra de Vietnam los soldados estadounidenses fueron autorizados a colocar silenciadores de goma en sus placas para que el enemigo no escuchara el sonido de la etiqueta. Otros optaron por juntarlas con una cinta negra. Por último, otros decidieron llevar una de las etiquetas en el cuello, y la otra en el encaje de una bota. Las tres variaciones comunes entre las tropas de los EE. UU..
Antes de la utilización de los números de Seguro Social en las etiquetas a partir de la década de 1960, los militares estampaban el número de serie personal.
Las chapas de identificación constituyen tradicionalmente parte de los monumentos improvisados en los campos de batalla creados por los soldados de infantería de marina para sus camaradas caídos. El fusil de la víctima era colocada verticalmente con el casco encima del rifle, con la placa en el fusil, normalmente colgada del gatillo.

## Chapas no militares

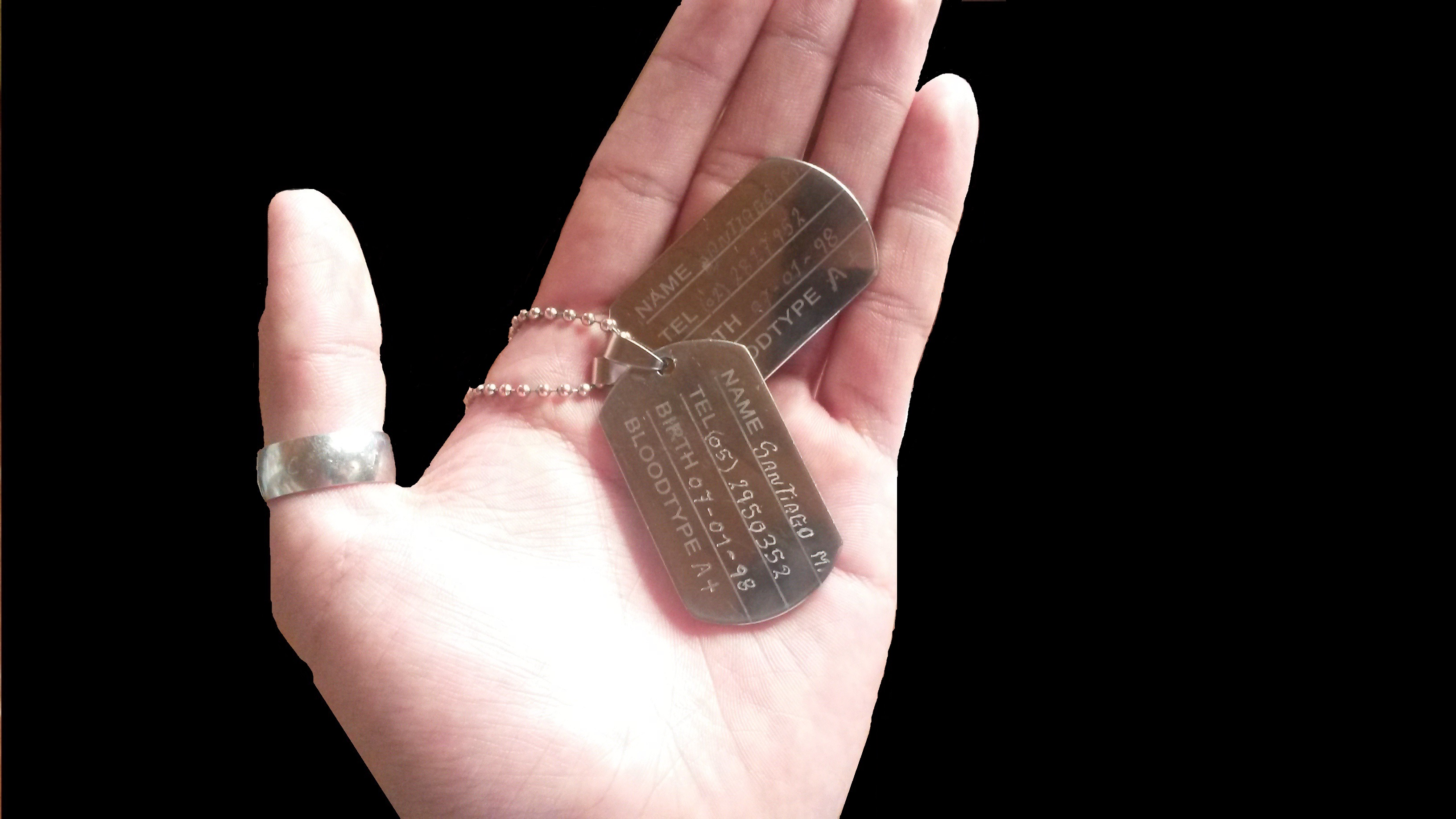
Chapas no militares. Usadas como un tipo de moda juvenil.

Las chapas de identificación han encontrado un lugar en la juventud por medio de la moda militar. Originalmente usadas como parte de un uniforme militar por los jóvenes que deseaban presentar una imagen dura o militarista, las chapas de identificación se han incluido como un accesorio común en muchos estilos. Estas pueden llevar inscritos los detalles de una persona, sus creencias y gustos; una cita, un verso de un poema o canción, o puede llevar el nombre o logotipo de un grupo musical o artista.

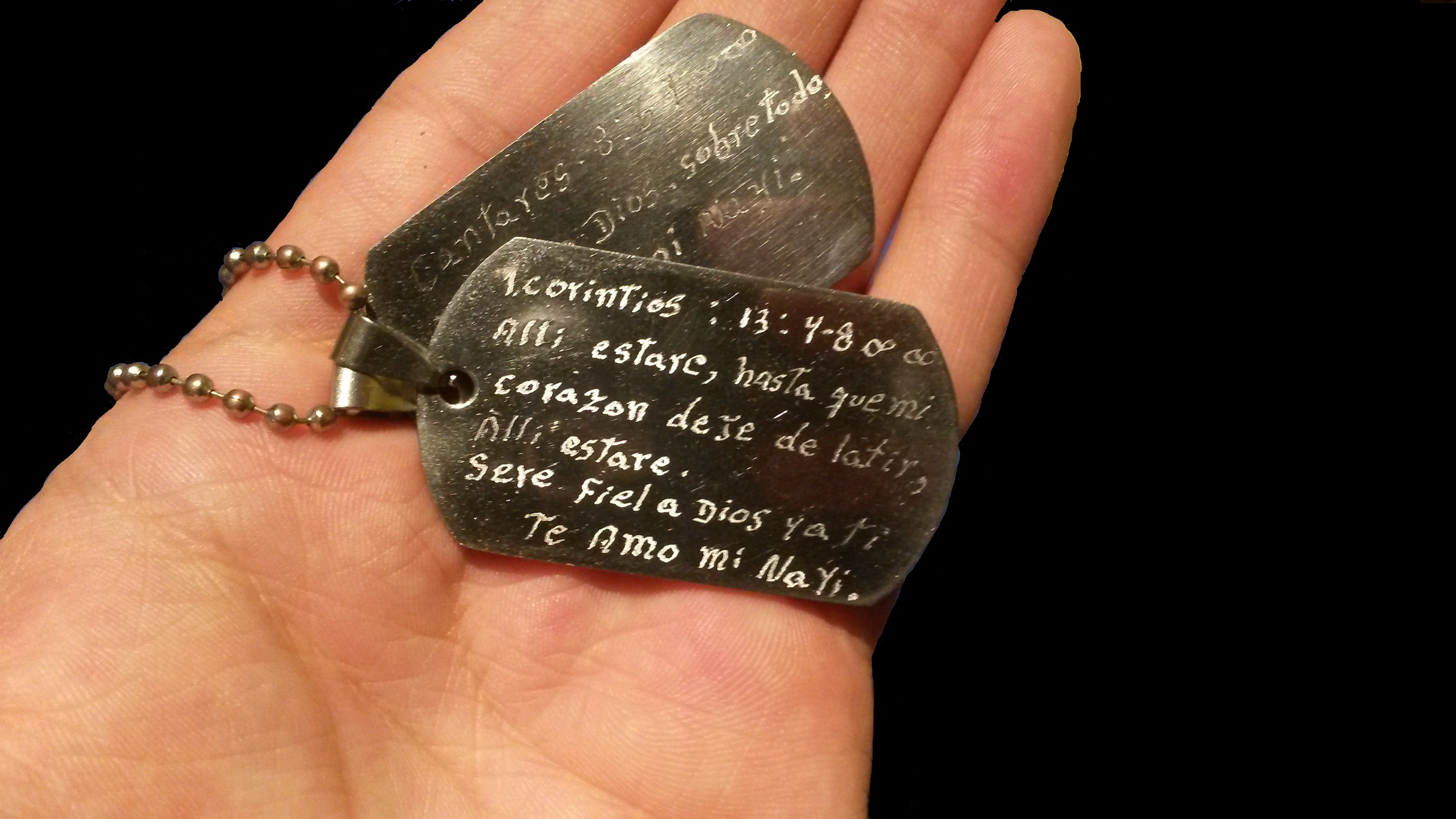
Chapas no militares. Pueden llevar inscritos los detalles de una persona, creencias, gustos, sentimientos, una canción, un lema, un símbolo o cualquier detalle de acuerdo al gusto de cada persona.

Algunas personas también se las ponen a los menores a su cargo para que puedan ser atendidos por un adulto en caso de perderse.

## Variaciones nacionales

### Alemania
Las etiquetas de identificación alemanas tienen forma oval, disco destinado a ser roto por la mitad. Presentan la siguiente información segmentada y numeradas en los campos:
- Campo 1: blanco
- Campo 2: DEU
- Campo 3: Religión preferencia (por lo general "rk" de católicos, o "todos" para luterana)
- Campo 4: Personenkennziffer (número de servicio: la fecha de nacimiento en el formato DDMMAA, guion, con mayúscula la primera letra del apellido, guion, y el número de cinco cifras, basadas en el hogar del soldado militar distrito administrativo, ej. 101281-S-45568)
- Campo 5: Grupo sanguíneo

La información que se refleja al revés en la mitad inferior de la etiqueta de identificación es idéntica.

### Australia
La Fuerzas Armadas de Australia tiene dos formas etiquetas diferente: etiqueta número uno (el octogonal en forma de disco) y etiqueta número dos (el disco circular). Ellos tienen en relieve el título AS, el número del miembro del PMKeyS, siglas y el nombre, la religión y grupo sanguíneo.

### Bélgica
Las etiquetas de las Fuerzas belgas son, al igual que las canadienses, las españolas y las noruegas, diseñadas para ser rota en dos. En caso de fallecimiento, la mitad inferior es devuelta a la Sede de Defensa belga, mientras que la mitad superior sigue estando en el cuerpo. Las etiquetas contienen la siguiente información:
- Ejército belga
- Número de servicio
- Apellido
- Género
- Fecha de nacimiento
- Religión y grupo sanguíneo con factor Rh

### Canadá
En las Fuerzas canadienses los discos de identidad están diseñados para ser rotos en dos en el caso de fallecimiento; la mitad inferior es devuelta a la Sede de Defensa Nacional con el miembro de los documentos personales, mientras que la mitad superior sigue estando en el cuerpo. Las etiquetas contienen la siguiente información:
Mitad superior:
- Número de Servicio
- Iniciales y apellidos
- Religión y grupo sanguíneo con factor Rh
- La leyenda "FUERZAS CDN CDN" (o para los extranjeros, el nombre del país que representa el individuo)
- El texto "NO RETIRE / NE PAS ENLEVER" en el reverso

Mitad inferior: Idénticas, excepto que no contiene el tipo de sangre, y el reverso es blanco.
Antes de que el número de servicio se introdujo en el decenio de 1990, el personal militar era identificado en los discos (así como otros documentos), por su número de Seguridad Social.

### Colombia
En Colombia, las etiquetas de identificación incluyen la siguiente información:
- Apellido
- Nombre
- Número de identificación personal
- Grupo de sangre

### Chile
En Chile, las etiquetas de identificación incluyen la siguiente información:
- Apellido
- Nombre
- run
- Grupo de sangre

### Dinamarca
Las etiquetas de identificación danesas son placas metálicas que se rompen en dos. La información en la etiqueta es:
- Número de identificación personal
- Apellido
- Nombre

En el lado derecho de la etiqueta que dice Danmark.

### Estados Unidos
Las Fuerzas Armadas de EE. UU. suelen llevar dos etiquetas idénticas ovaladas que contienen: 
Fuerza Aérea Formato 1:
- Apellidos y nombre
- Número de Seguro Social, seguido de "AF"(Fuerza Aérea), indicando la rama de servicio.
- Grupo de Sangre
- En blanco
- Religión

Fuerza Aérea Formato 2:
- Apellido
- Nombre e inicial del centro
- Número de Seguro Social, seguido de "AF", indicando la rama de servicio.
- Grupo de Sangre
- Religión

Cuerpo de Marines:
- Apellido
- primera inicial, segunda inicial y Grupo sanguíneo
- Número de Seguro Social, sin guiones pero con espacios.
- Rama (USMC), máscara de gas de tamaño (S-pequeñas, medianas-M, L-grande)
- Preferencia religiosa (o "sin preferencia") o médica en caso de alergia, etiqueta roja.

Armada:
- Apellidos, nombre e inicial
- En blanco
- Número de Seguro Social, sin guiones o espacios seguida inmediatamente por rama de servicio (US Navy)*Grupo sanguíneo
- En blanco
- Religión

Ejército:
- Apellido
- Primer nombre e inicial
- Número de Seguro Social (Descontinuado en noviembre del 2015)
- Grupo sanguíneo
- Religión

Guardacostas:
- Apellidos, nombre e inicial
- Número de Seguro Social, sin guiones o espacios seguida inmediatamente por la rama de servicio
- Grupo sanguíneo
- En blanco
- Religión

Los miembros de las Fuerzas Armadas de EE. UU. también están autorizados a llevar un pequeño medallón religioso, por lo general siempre para ellos, en la cadena de pequeños (por ejemplo, una cruz o estrella de David). Esto proporciona una rápida y fácilmente identificable referencia de un capellán que sus servicios se consideren necesarios.

### España
Pieza oval, con tres melladuras horizontales para partirla en dos partes en caso necesario, por ello la información esta parcialmente duplicada. Reverso estampado con la palabra ESPAÑA sobre y bajo de la línea de rotura horizontal. El anverso se graba en cuatro líneas con un total de siete espacios:
- 1 línea - Religión
- 2.ª línea – Izquierda: grupo sanguíneo. Derecha alergias médicas(SI o NO)
- 3.ª línea – Cuerpo (ET para el Ejército de Tierra, FN para la Armada Española, IM para la Infantería de Marina y EA para el Ejército del Aire)
- 4.ª línea - número de DNI.

La cuarta línea se repite en la parte inferior de la chapa, que debe ser cortada y entregada a la unidad en caso de muerte o lesiones en combate.

### Finlandia
Las etiquetas finlandesas están también diseñadas para ser rotas en dos, sin embargo el único texto que contiene, es el número de identificación personal.

### Grecia
En Grecia, las etiquetas de identificación incluyen la siguiente información:
- Apellido
- Nombre
- Número de servicio (fecha de nacimiento, donde se incluye como "clase")
- Grupo sanguíneo

No se le dan etiquetas de identificación a todos los soldados (por ejemplo, los soldados en el cuerpo técnico no se emiten en las etiquetas, mientras que los de la infantería y artillería si se les emiten).

### Israel
Las etiquetas de perro de Israel están diseñadas para ser rotas en dos. La información aparece en tres líneas dos veces (la parte superior y la inferior):
- Número de identificación en el ejército (mispar ishi, literalmente: el número personal. Un número de siete dígitos que es diferente a los nueve dígitos del número de identificación para los ciudadanos).
- Apellido
- Nombre

En el caso de la captura, los soldados israelíes se encargan de proporcionar la información que aparece en la etiqueta de perro y su rango. Otra etiqueta de perro se mantiene en el interior de la bota militar con el fin de identificar los soldados muertos.

### México
Las Fuerzas Armadas de México usan una sola placa rectangular de metal ovalada, grabada en la parte superior la dependencia a la que pertenece el elemento, así como los siguientes datos:
Nombre completo
Matrícula
Tipo sanguíneo con factor Rh.

### Noruega
Las etiquetas de perro noruegas están diseñadas para ser rotas en dos, como la versión canadiense:
- La mitad superior contiene la nacionalidad, fecha de nacimiento, número de seguridad social y el tipo de sangre.
- La mitad inferior contiene la nacionalidad, fecha de nacimiento, número de seguridad social y tiene un agujero por lo que la ruptura puede ser un medio de colgado a un anillo.

### Singapur
Los soldados de las Fuerzas Armadas de Singapur tienen etiquetas de perros inscritas (no en relieve) con tres temas:
- Tipo de sangre
- Religión
- Número de Identificación

Las etiquetas constan de dos piezas de metal, un óvalo con dos agujeros, y una vuelta con un agujero. Un cordón sintético se enrosca a través de agujeros en la pieza de forma ovalada, y se ata alrededor del cuello del usuario. La pieza circular está vinculada a la principal en un bucle corto circuito.
Cuando un soldado muere en acción, la pieza circular se elimina por la corte de circuito corto con una bayoneta, mientras que la pieza ovalada sigue con el cuerpo.

### Suecia

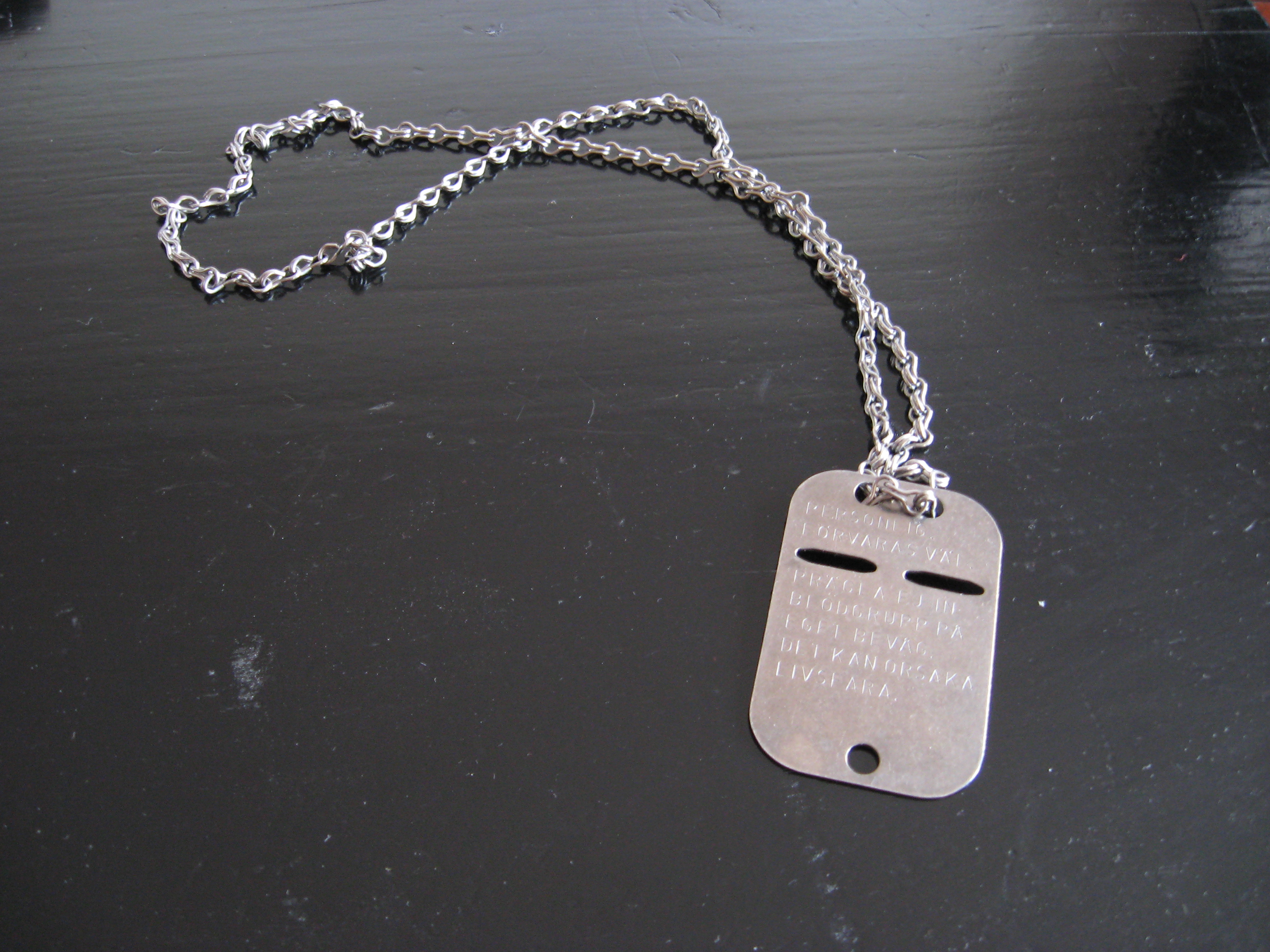
Chapa de identificación sueca de la década de 1970.

Las etiquetas de perros suecas están diseñadas para ser capaces de romperse en dos. La información sobre ellos es:
- Número de identidad personal (dos veces, una en la parte superior y una vez más abajo)
- Nombre completo
- Lugar de nacimiento
- Tipo de sangre

### Suiza
Las etiquetas de las Fuerzas Armadas Suizas son de forma oval, y no están diseñadas para ser rotas en dos. En caso de fallecimiento, la etiqueta se eliminará por completo. Contienen la siguiente información:
- Número de Seguro Social
- Apellido
- Nombre
- Fecha de nacimiento en el formato dd.mm.aa

### Reino Unido
Las Fuerzas Armadas Británicas graban etiquetas de forma circular con la siguiente información: 
- Apellido
- Iniciales
- Número de servicio
- Fecha de nacimiento
- Grupo de sangre
- Religión. Utiliza un código de dos letras: CE (Iglesia de Inglaterra, la religión oficial de Inglaterra) o DO (Denominación Otros; todas las demás religiones).